# Monument Black Colossal
Monument Black Colossal är Netherbirds andra fullängdsalbum, utgivet  i juli 2010. På albumet spelar Adrian Erlandsson trummor, trots en del felaktiga uppgifter att det skulle vara Erik Röjås från Decadence som hanterar trummorna. Erik Röjås ersatte Adrian Erlandsson som permanent trumslagare i Netherbird först efter detta album. 
Albumet är tillgängligt för fri legal nedladdning via Netherbirds webbplats. 

## Låtlista
1. Looming Majesty
2. Whitenoise Sky in Overdrive
3. The Faraway View
4. A Shadow in the Garden of Darkness
5. Strindbergian Fire
6. The Weight of Vapour
7. At the Bottom of the Crystal Artery
8. In the Eyes of Time
9. Across the Chasm

## Banduppsättning
- Nephente (Johan Fridell) - sång
- Bizmark (PNA) (Pontus Andersson) - gitarr, keyboard
- Johan Nord - gitarr, bakgrundssång
- Tobias Gustafsson  - bas, bakgrundssång
- Adrian Erlandsson - trummor